# Bleptina picta
Bleptina picta är en fjärilsart som beskrevs av Arnold Pagenstecher 1894. Bleptina picta ingår i släktet Bleptina och familjen nattflyn. Inga underarter finns listade i Catalogue of Life.